# ヤンギ・ニシャン
ヤンギ・ニシャン (ラテン文字:Yangi-Nishon, Yangi-Nishan、ウズベク語: Yangi-Nishon / Янги-Нишон、ロシア語: Янги-Нишан) はウズベキスタン・カシュカダリヤ州の都市である。州都のカルシからは南南東に約30km、トルクメニスタンとの国境付近にある。2012年の人口は11,381人となっている。

## 概要
1982年に都市として設立された。街の付近にはカシュカダリヤ川を利用した貯水池があり、これを利用した灌漑農業が盛んである。
街にはカルシからトルクメニスタンのケルキを経由してスルハンダリヤ州の州都テルメズを結ぶウズベキスタン鉄道の駅がある。